# Muggenbosje
Het Muggenbosje is een natuurreservaat nabij de plaats Nieuwerkerken.
Het betreft een restant van zeer uitgestrekt boscomplex, waarvan nog 1,68 ha over is. Het bosje wordt gekenmerkt als eiken-haagbeukenbos. Het werd als hakhoutbos gebruikt en is ongeveer 400 jaar oud. Kap gebeurde om de 4 à 14 jaar, gedurende de wintermaanden. Omstreeks 1960 vond de laatste kap plaats en de open ruimte werd met abeel ingeplant. Uiteindelijk werd het nog resterende bosje in 1993 aangewezen als natuurreservaat.
Op de betrekkelijk kleine oppervlakte, die geheel door woonstraten is omsloten, werden 102 plantensoorten gevonden. Van belang zijn daarbij de voorjaarsbloeiers.
Als beheersvorm werd voor hakhoutbeheer gekozen.